# Tschagan
Der Tschagan (russisch Чаган) ist ein rechter Nebenfluss des Ural in der russischen Oblast Orenburg und dem kasachischen Gebiet Westkasachstan.
Der Tschagan entspringt in den Hügeln des Obschtschi-Syrt-Höhenzugs in der Oblast Orenburg. Er fließt anfangs in westlicher Richtung, passiert die Kleinstadt Perwomaiski, wendet sich später nach Süden und mündet bei Oral in den Ural. Bei Oral mündet der Derkul von rechts in den Tschagan.
Der Tschagan wird hauptsächlich von der Schneeschmelze gespeist. Sein mittlerer Abfluss 40 km oberhalb der Mündung beträgt 7,7 m³/s. Der Fluss gefriert in der Regel im November. Ende März/ Anfang April ist er wieder eisfrei.